# William Wilson (hokej na travi)
William Andrews Wilson (26. listopada 1917. – veljača 1984.) je bivši američki hokejaš na travi. Igrao je na mjestu napadača.
Sudjelovao je na hokejaškom turniru na OI 1948. u Londonu, igrajući za reprezentaciju SAD-a. SAD su izgubile sve 3 utakmice u prvom krugu, u skupini "B". Zauzele su od 5. – 13. mjesta. Wilson je odigrao dva susreta. 
Igrao je za Westchester Field Hockey Club.

## Vanjske poveznice
- Profil na Sports-Reference.com  Arhivirana inačica izvorne stranice od 24. kolovoza 2011. (Wayback Machine)